# Start Elbląg
Start Elbląg (EKS Start Elbląg S.A.) – polski klub piłki ręcznej kobiet w Elblągu, założony w 1953.
Zespół seniorek to wielokrotny uczestnik najwyższej klasy rozgrywek ligowych oraz medalista Mistrzostw Polski. Piłkarki Startu brały również udział w rozgrywkach Pucharu Polski oraz europejskich pucharach. W sezonie 2012/2013 seniorki występują w PGNiG Superlidze Kobiet.

## Zarząd klubu i sponsorzy
Zarząd klubu:
Prezes: Miłosz Kulawiak (od 10.07.2023)
Wiceprezes: Grzegorz Jankowiak (od 12.07.2023)
Wiceprezes: Paweł Laskowski (od 20.03.2024)
Sponsorzy:
Sponsor tytularny: Energa
Sponsorzy strategiczni: Miasto Elbląg, Warmińsko–Mazurska Regionalna Organizacja Turystyczna

## Skład
| Kadra na sezon 2024-2025 | Kadra na sezon 2024-2025 | Kadra na sezon 2024-2025 | Kadra na sezon 2024-2025 | Kadra na sezon 2024-2025            |
| Nr                       | Imię i Nazwisko          | Nar.                     | Data urodzenia           | Poprzedni klub                      |
| Bramkarki                | Bramkarki                | Bramkarki                | Bramkarki                | Bramkarki                           |
| ------------------------ | ------------------------ | ------------------------ | ------------------------ | ----------------------------------- |
| 18                       | Małgorzata Ciąćka        | Polska                   | 11.06.2001               |                                     |
| 84                       | Zuzanna Górska           | Polska                   | 15.08.2008               | MKS Energa Truso Elbląg             |
| 12                       | Maria Pentek             | Polska                   | 6.07.2006                |                                     |
| 61                       | Nevena Radojčić          | Serbia                   | 30.05.1998               |                                     |
| Rozgrywające             |                          |                          |                          |                                     |
| 8                        | Iga Dworniczuk           | Polska                   | 12.01.2004               | UKS Varsovia Warszawa               |
| 14                       | Nikola Jankowska         | Polska                   | 18.07.2008               | MKS Energa Truso Elbląg             |
| 37                       | Kristina Kubisova        | Czechy                   | 1.03.1996                | Młyny Stoisław Koszalin             |
| 28                       | Paulina Kuźmińska        | Polska                   | 14.11.2005               | MKS Kusy Szczecin                   |
| 10                       | Paulina Peplińska        | Polska                   | 21.12.2002               |                                     |
| 72                       | Karolina Wicik           | Polska                   | 30.08.1999               | MKS FunFloor Lublin                 |
| 51                       | Aleksandra Wiśniewska    | Polska                   | 7.11.2005                | UKS Varsovia Warszawa               |
| 89                       | Joanna Wołoszyk          | Polska                   | 19.01.1995               |                                     |
| 81                       | Aleksandra Zych          | Polska                   | 28.07.1993               | KGHM Zagłębie Lubin                 |
| Skrzydłowe               |                          |                          |                          |                                     |
| 42                       | Zofia Chwojnicka         | Polska                   | 25.03.2006               |                                     |
| 44                       | Tatsiana Pahrabitskaya   | Białoruś                 | 23.01.1997               |                                     |
| 7                        | Oliwia Szczepanek        | Polska                   | 29.10.2003               | MKS Piotrcovia Piotrków Trybunalski |
| 82                       | Wiktoria Tarczyluk       | Polska                   | 13.02.2002               | MKS Energa Truso Elbląg             |
| Obrotowe                 |                          |                          |                          |                                     |
| 43                       | Klaudia Grabińska        | Polska                   | 15.09.1999               | KPR Ruch Chorzów                    |
| 16                       | Zuzanna Stefańska        | Polska                   | 12.11.2004               | MKS Energa Truso Elbląg             |
| 77                       | Maria Szczepaniak        | Polska                   | 4.10.2004                | MKS FunFloor Lublin                 |

| Kadra na sezon 2020-2021 | Kadra na sezon 2020-2021 | Kadra na sezon 2020-2021 | Kadra na sezon 2020-2021 |
| Nr                       | Nazwisko                 | Nar.                     | Data urodzenia           |
| Bramkarki                | Bramkarki                | Bramkarki                | Bramkarki                |
| ------------------------ | ------------------------ | ------------------------ | ------------------------ |
| 1                        | Magdalini Kepesidou      | Grecja                   |                          |
| 32                       | Wioletta Pająk           | Polska                   |                          |
| 33                       | Natalia Markava          | Białoruś                 |                          |
| Rozgrywające             |                          |                          |                          |
| 6                        | Justyna Świerczek        | Polska                   |                          |
| 7                        | Joanna Waga              | Polska                   |                          |
| 10                       | Joanna Gędłek            | Polska                   |                          |
| 14                       | Alicja Pękala            | Polska                   |                          |
| 23                       | Katarzyna Cygan          | Polska                   |                          |
| 41                       | Vanesa Agović            | Czarnogóra               |                          |
| 73                       | Aliona Shupyk            | Ukraina                  |                          |
| 79                       | Paulina Stapurewicz      | Polska                   |                          |
| 87                       | Hanna Yashchuk           | Białoruś                 |                          |
| Skrzydłowe               |                          |                          |                          |
| 13                       | Nikola Szczepanik        | Polska                   |                          |
| 77                       | Aleksandra Dronzikowska  | Polska                   |                          |
| 91                       | Milica Rančić            | Serbia                   |                          |
| Obrotowe                 |                          |                          |                          |
| 5                        | Barbara Choromańska      | Polska                   |                          |
| 8                        | Katarina Bojičić         | Serbia                   |                          |

| Kadra na sezon 2015-2016 | Kadra na sezon 2015-2016 | Kadra na sezon 2015-2016 | Kadra na sezon 2015-2016 | Kadra na sezon 2015-2016 |
| Nr                       | Nazwisko                 | Nar.                     | Data urodzenia           | Poprzedni klub           |
| Bramkarki                | Bramkarki                | Bramkarki                | Bramkarki                | Bramkarki                |
| ------------------------ | ------------------------ | ------------------------ | ------------------------ | ------------------------ |
| 1                        | Alicja Klarkowska        | Polska                   | 11 sierpnia 1997         | Wychowanka               |
| 16                       | Klaudia Powaga           | Polska                   | 4 stycznia 1997          | MKS Zagłębie Lubin       |
| 99                       | Sołomija Szywerska       | Ukraina                  | 6 sierpnia 1977          | Pogoń Szczecin           |
| Rozgrywające             |                          |                          |                          |                          |
| 7                        | Joanna Waga              | Polska                   | 2 lipca 1985             | Piotrcovia               |
| 9                        | Paulina Muchocka         | Polska                   | 14 kwietnia 1984         | Politechnika Koszalin    |
| 15                       | Aleksandra Kwiecińska    | Polska                   | 30 marca 1996            | SMS Płock                |
| 31                       | Sylwia Lisewska          | Polska                   | 31 maja 1986             | Politechnika Koszalin    |
| 77                       | Patrycja Świerżewska     | Polska                   | 5 marca 1996             | SMS Płock                |
| 92                       | Ewa Andrzejewska         | Polska                   | 18 stycznia 1992         | GTPR Gdynia              |
| Skrzydłowe               |                          |                          |                          |                          |
| 3                        | Magdalena Balsam         | Polska                   | 20 września 1996         | GTPR Gdynia              |
| 5                        | Dominika Hawryszko       | Polska                   | 30 stycznia 1998         | Wychowanka               |
| 6                        | Dominika Grobelska       | Polska                   | 7 stycznia 1993          | KPR Jelenia Góra         |
| 11                       | Aleksandra Jędrzejczyk   | Polska                   | 12 kwietnia 1990         | GTPR Gdynia              |
| 17                       | Magdalena Szopińska      | Polska                   | 5 czerwca 1995           | MTS Kwidzyn              |
| 23                       | Daria Gerej              | Polska                   | 26 kwietnia 1996         | Wychowanka               |
| Obrotowe                 |                          |                          |                          |                          |
| 4                        | Aleksandra Dankowska     | Polska                   | 20 marca 1989            | Piotrcovia               |
| 75                       | Aleksandra Stokłosa      | Polska                   | 16 kwietnia 1999         | Nowy Sącz                |

## Obiekty

### Hala Sportowo-Widowiskowa MOSiR w Elblągu (Miejski Ośrodek Sportu i Rekreacji) - al. Grunwaldzka 135
Zespół seniorek Startu od 2007 występuje w Hali Widowiskowo-Sportowej w Elblągu, do której przeniósł się z Hali MOSiR. Hala ta jest zgłoszona do rozgrywek Orlen Superligi Kobiet jako hala główna. Na hali rozgrywane są mecze oraz przeprowadzane są treningi. Spotkania może oglądać widownia 2500 osób. 

### Hala MOS w Elblągu (Międzyszkolny Ośrodek Sportowy) - ul. Kościuszki 77a
W Hali MOS (dawniej hala MOSiR) seniorki Startu Elbląg występowały do końca roku 2006. Po oddaniu do użytku nowocześniejszej i większej Hali Sportowo-Widowiskowej przy al. Grunwaldzkiej 135, zawodniczki przeniosły się do nowego obiektu. Obecnie hala MOS jest halą rezerwową zgłoszoną do rozgrywek Orlen Superligi Kobiet, wykorzystywana jest do rozgrywania meczów i przeprowadzania treningów w momencie kiedy główna hala jest zajęta. 

## Historia

### Nazwy
SKS TE Elbląg, MKS Elbląg, KS Truso Elbląg, Start Elbląg, EB Start Elbląg, KRAM Start Elbląg, Energa Start Elbląg (2024–)

## Osiągnięcia
- Występy w europejskich pucharach

1994/95: Puchar Europy
1995/96: Puchar Europy
- Mistrzostwo Polski

 1992, 1994
 1991, 1997
 1993, 1998, 1999, 2000, 2017
- Puchar Polski

 1993, 1994, 1999
 2005, 2017

## Zawodniczki
W elbląskim Starcie występowały: Iwona Błaszkowska, Magdalena Chemicz, Patrycja Mikszto, Katarzyna Kołodziejska, Elżbieta Olszewska, Kinga Polenz, Anna Ejsmont, Anna Garwacka, Wioletta Luberecka, Izabela Kowalewska, Izabela Czapko – (reprezentantki Polski).

## Trenerzy
Według:
- Lech Walczak (1968-1974)
- Andrzej Drużkowski (1974-1982)
- Jan Macioszek (1982)
- Jerzy Ciepliński (1982-1986)
- Andrzej Drużkowski (1986-1988)
- Jerzy Ciepliński (1988-1993)
- Jerzy Ringwelski (1993-1996)
- Stanisław Mijas (1996-1998)
- Krzysztof Biernacki (1998-1999)
- Jerzy Ringwelski (1999-2002)
- Zdzisław Czoska (2002-2006)
- Andrzej Drużkowski (2006-2010)
- Grzegorz Gościński (2010-2012)
- Jerzy Ciepliński (2012-2013)
- Justyna Stelina (2013)
- Antoni Parecki (2013-2015)
- Andrzej Niewrzawa (2015-2021[12])
- Marcin Pilch (2021-2022)[13])
- Roman Mont (2022-2024)[14]
- Magdalena Stanulewicz (od 2024)[15]

## Start II Elbląg
Bezpośrednie zaplecze zespołu seniorek stanowi drużyna rezerw oparta na złotych medalistkach Mistrzostw Polski Juniorek z 2010. Zawodniczki, które stanowiły kadrę zespołu MKS Truso Elbląg, utworzyły drużynę rezerw Startu, występującą w I lidze.

## Kibice
Podczas spotkań we własnej hali Start wspiera publiczność, której przewodzi grupa młodych kibiców próbujących prowadzić zorganizowany doping. Obecnie mecze Startu ogląda średnio ponad 1200 widzów. Szczyt popularności Startu wśród kibiców i rekordów frekwencji na meczach elbląskich szczypiornistek przypadł na połowę lat 90. XX wieku, kiedy zespół Startu odnosił największe sukcesy.